# Odontanthias fuscipinnis
Odontanthias fuscipinnis är en fiskart som först beskrevs av Jenkins, 1901.  Odontanthias fuscipinnis ingår i släktet Odontanthias och familjen havsabborrfiskar. Inga underarter finns listade i Catalogue of Life.